# St. Martin (Sontheim)

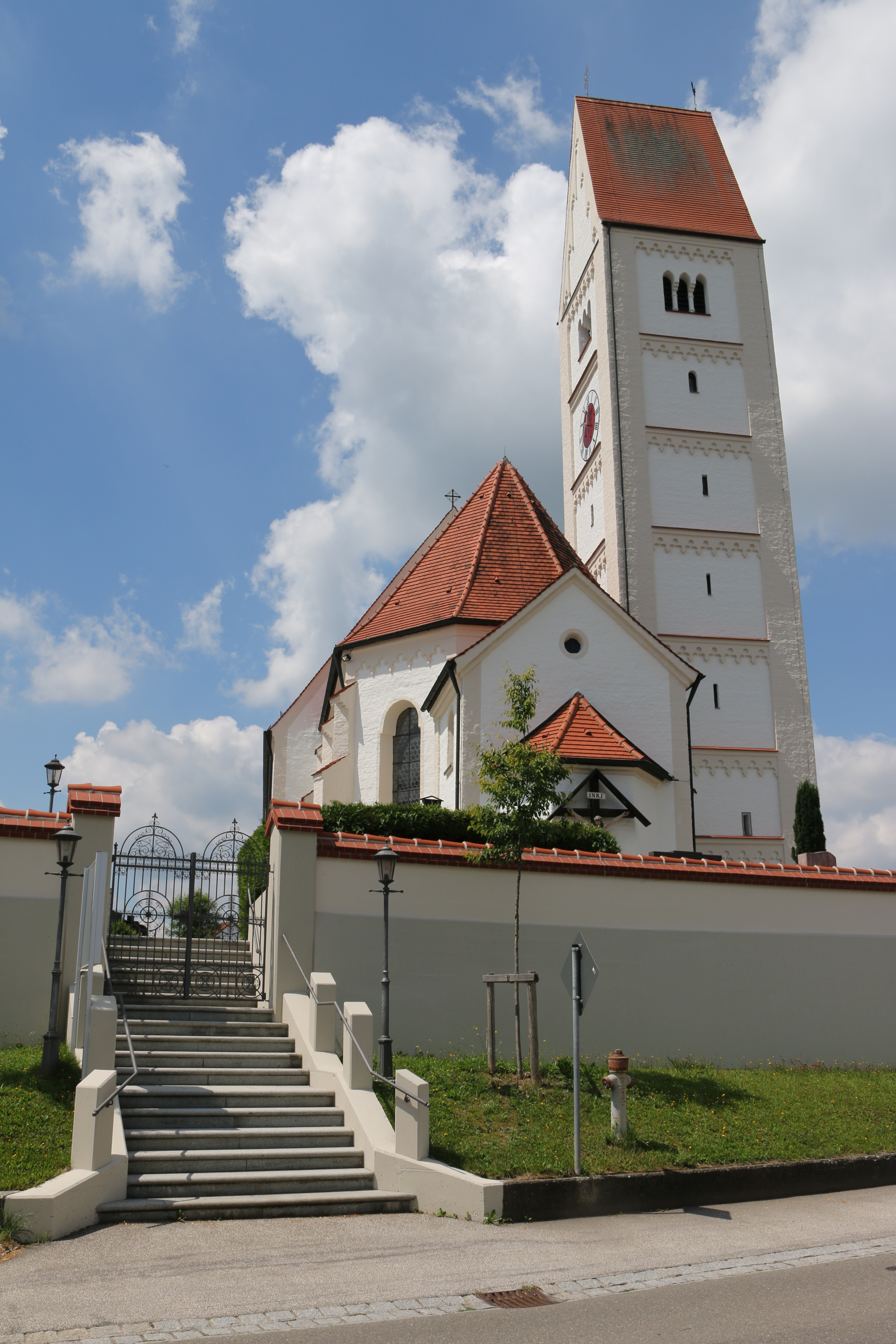
Außenansicht der Kirche St. Martin in Sontheim

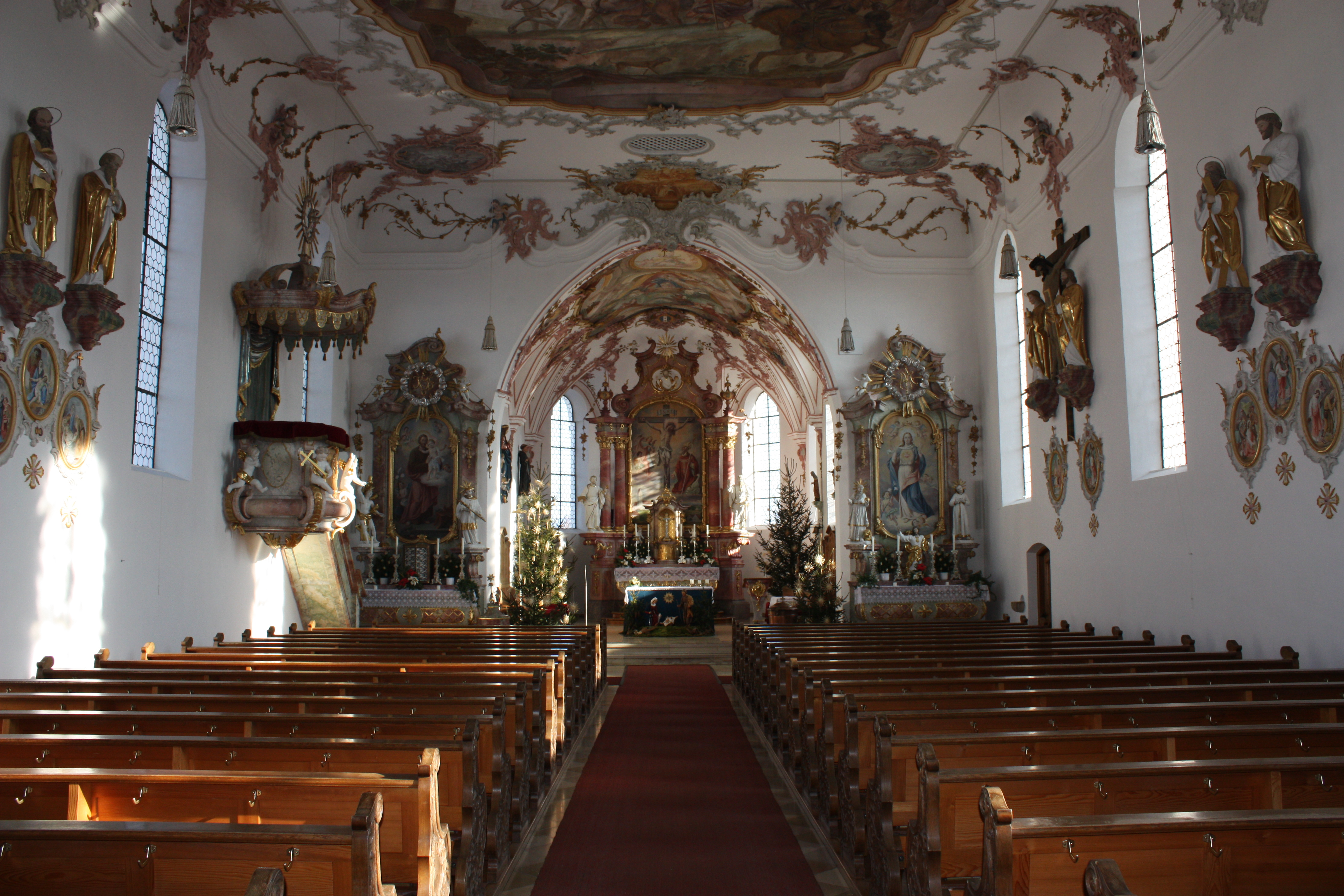
Innenansicht der Kirche St. Martin in Sontheim

Die katholische Pfarrkirche St. Martin befindet sich in Sontheim im Landkreis Unterallgäu in Bayern. Die Kirche steht unter Denkmalschutz.

## Geschichte
Die wesentlichen Baubestandteile der Kirche stammen aus der zweiten Hälfte des 15. Jahrhunderts. Im Jahr 1762 fand eine barocke Umgestaltung des Innenraumes der Kirche statt. Das Langhaus wurde 1883 um ein Joch nach Westen und 1949 nochmals um 3,5 Meter verlängert.

## Baubeschreibung

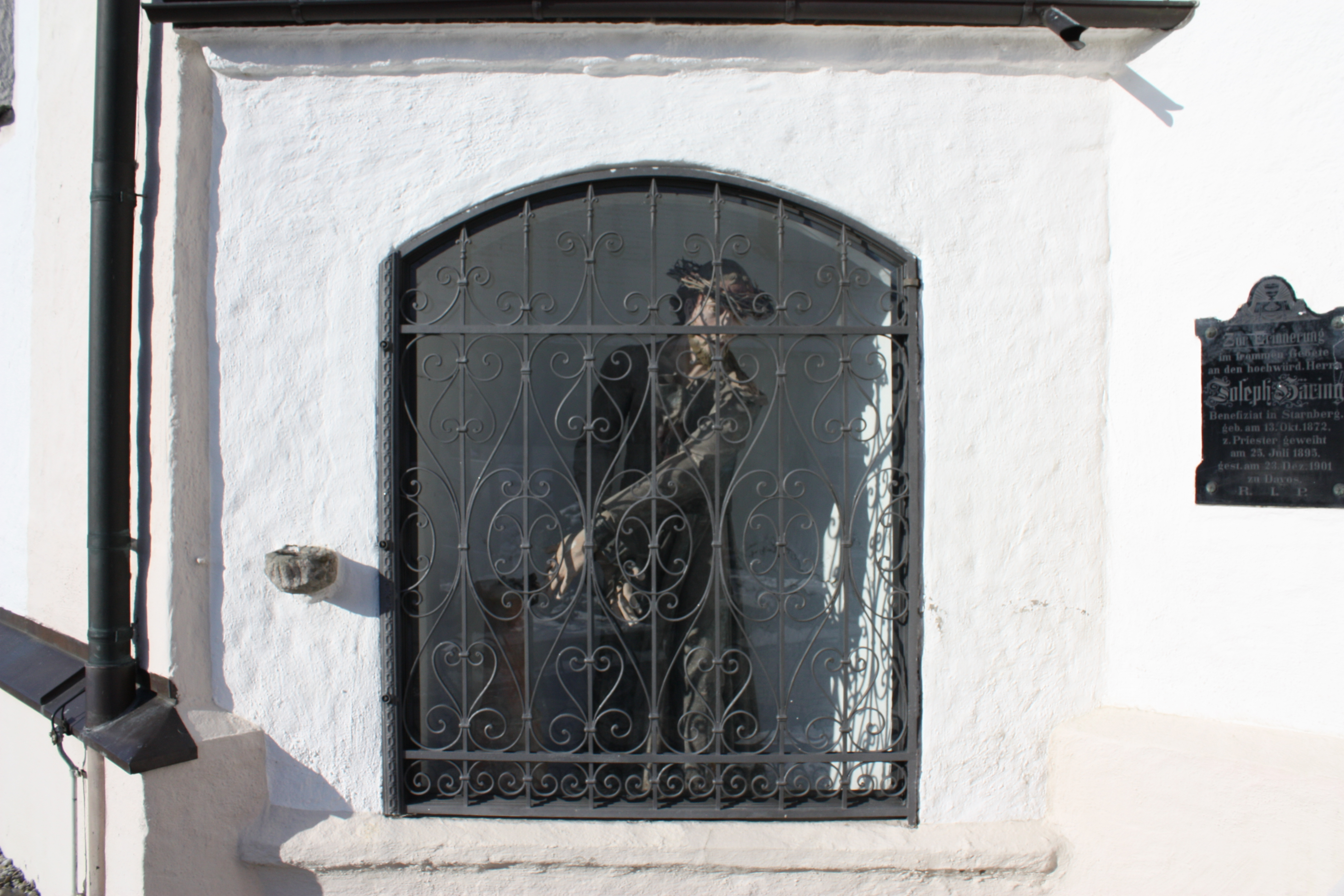
Kerkerheiland aus dem 18. Jahrhundert

Die verputzte Kirche verfügt über ein Langhaus mit fünf Fensterachsen. An dieses schließt sich der eingezogene Chor mit drei Achsen und 3/8 Schluss an. Im Chor ist ein Tonnengewölbe mit Stichkappen auf geschwungenen Gesimskonsolen vorhanden. Das Langhaus ist mit einer Flachdecke gedeckt. Im Langhaus befindet sich ein umlaufendes Gebälk mit über den Fenstern geschwungenen Gesimsen. In der Kirche ist an der Westseite eine Empore mit geschwungener Brüstung. Die Empore ruht auf Säulen mit Stuckmarmor. Der Kirchturm ist mit einem Satteldach versehen und befindet sich im nördlichen Chorwinkel. Im Obergeschoss des in sieben Geschosse unterteilten Kirchturmes befinden sich an der Ost- und Südseite dreiteilige, sowie an der Nordseite zweiteilige Klangarkaden. Das Untergeschoss des Kirchturmes verfügt über ein Kreuzrippengewölbe. Im südlichen Chorwinkel befindet sich ein Nischenanbau mit einer überlebensgroßen gefassten Holzfigur eines Kerkerchristus aus dem 18. Jahrhundert.

## Ausstattung

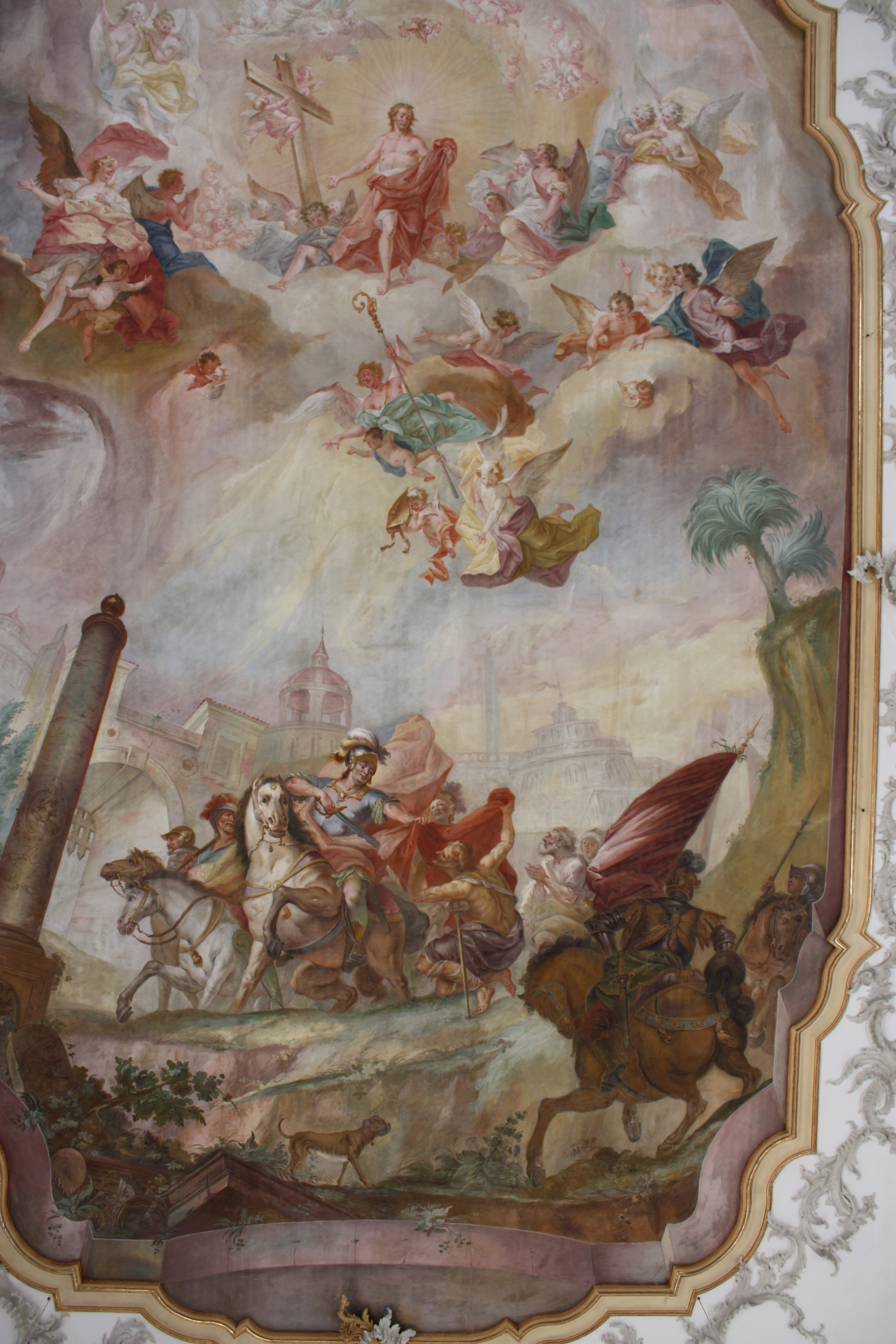
Deckengemälde in St. Martin Christus in der Glorie und die Mantelteilung des hl. Martin

Der größte Teil der Ausstattung der Kirche ist modern und stammt aus der Zeit nach 1951. Das Taufbecken in Kelchform aus dem 19. Jahrhundert ist aus marmoriertem Holz gefertigt. Den Deckel ziert eine Figurengruppe mit der Taufe Christi.
Die Deckengemälde wurden 1762 von Johann Baptist Enderle geschaffen. Im Chor ist eine Rosenkranzmadonna mit dem hl. Dominikus und der hl. Katharina von Siena dargestellt. Diese sind vor einer Scheinarchitektur abgebildet. Die Darstellung der vier Evangelisten in den Eckfeldern ist modern. Im Rahmen des Chores befindet sich in zwei Rocaillekartuschen das Wappen des Abtes Anselm Erb aus dem Kloster Ottobeuren, sowie ein Chronostichon. Das Deckengemälde im Langhaus zeigt Christus in der Glorie und die Mantelteilung des hl. Martin. Das Deckengemälde ist bezeichnet mit Joh. Bap. Enderle pinxit. Weitere Darstellungen aus der Legende des hl. Martin befinden sich in den vier Feldern an den Seiten des Hauptbildes. Die Felder sind in gelber Tonmalerei gestaltet.
An der südlichen Außenfassade befinden sich zwei Epitaphien für Priester. Die Sandsteinplatte stammt aus dem Jahr 1741, aus dem Jahr 1764 das Epitaph aus Solnhofener Plattenkalk.